# Rob Reef

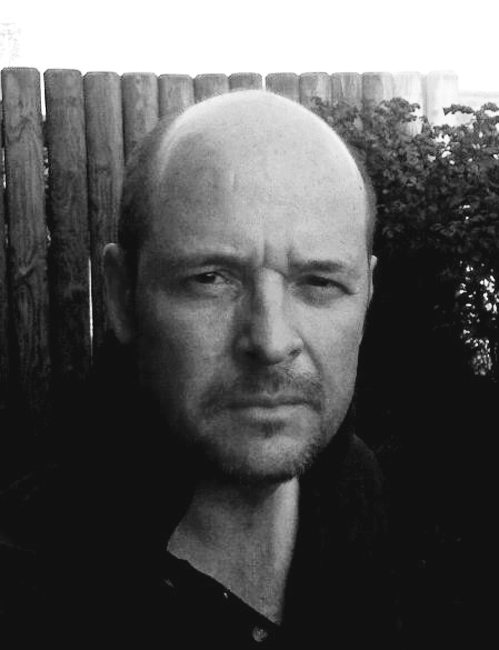
Autorenbild von Rob Reef (2009)

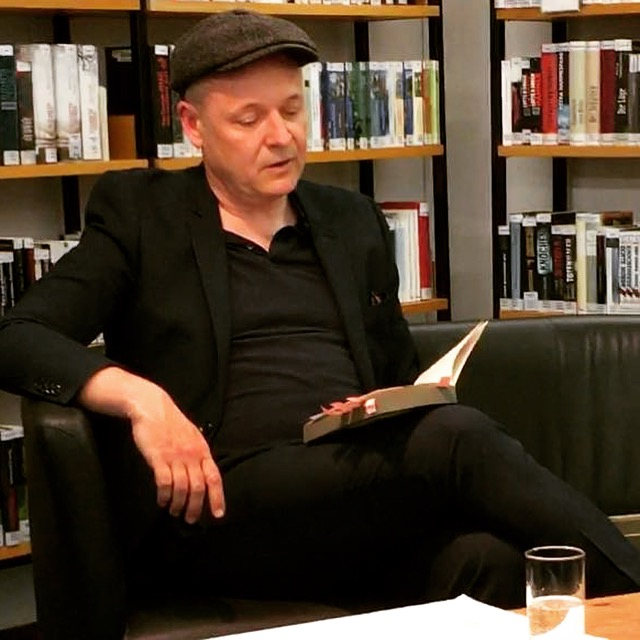
Rob Reef bei einer Lesung in Berlin im Mai 2018

Rob Reef (* 1968 in Berlin) ist ein deutscher Schriftsteller.

## Leben
Reef studierte Philosophie und Literaturwissenschaft an der Freien Universität Berlin. Er arbeitete zunächst für einen Münchner Verlag und ist seit 2003 als Texter und Berater in einer Berliner Werbeagentur tätig.
Seit 2009 schreibt Reef historische Kriminalromane in der Tradition britischer Whodunits. Für HarperCollins verfasste er neben Martin Edwards und John Curren Experten-Einleitungen zur The Detective Club Serie.  Unter dem Pseudonym W. Rönne übersetzt er zudem Kriminalromane aus dem Englischen.
Reefs wichtigster Protagonist ist der Literaturprofessor John Wickham Stableford, der gemeinsam mit seiner Frau Harriet und dem Sidekick Sir Perceval Holmes Fälle löst, deren Plots mit den typischen Motiven und Orten des Genres zu seiner Blütezeit in den 1920er und 1930er Jahren spielen. So werden Reefs Helden gerne in klassischen Landhaus- und Insel-Settings mit unmöglichen Morden und Locked-room-Problemen konfrontiert.

## Werke
- Das Böse unter dem Mond. Dryas, Hamburg. 2023, ISBN 978-3-948483-98-2.
- Der Fall Lazarus. Dryas, Hamburg. 2021, ISBN 978-3-948483-08-1.
- Der Haytor Fall. Dryas, Hamburg. 2020, ISBN 978-3-948483-23-4.
- Tod eines Geistes. Dryas, Hamburg. 2019, ISBN 978-3-940855-99-2.
- Das Rätsel von Ker Island. Dryas, Frankfurt a. M. 2018, ISBN 978-3-940258-92-2.
- Ein unmöglicher Mord. Dryas, Frankfurt a. M. 2017, ISBN 978-3-940258-69-4.
- Das Geheimnis von Benwick Castle. Dryas, Frankfurt a. M. 2016, ISBN 978-3-940258-60-1.
- Stableford. Dryas, Frankfurt a. M. 2016, ISBN 978-3-940258-67-0.
- Stableford on Golf. A Classic Mystery Novel. Tally-Ho!, Berlin 2013.
- Das Geheimnis von Benwick Castle. Tally-Ho!, Berlin 2013.
- Stableford. Tally-Ho!, Berlin 2010.

## Übersetzungen und Einleitungen
- Lynn Brock: The Deductions of Colonel Gore. HarperCollins, London 2018, ISBN 978-0-00-828300-1.
- Lynn Brock: Nightmare. HarperCollins, London 2017, ISBN 978-0-00-813777-9.
- Paul Rosenhayn: Elf Abenteuer des Joe Jenkins. Tally-Ho!, Berlin 2012.
- J.S. Fletcher: Der Middle-Temple-Mord. Tally-Ho!, Berlin 2013.
- Ronald A. Knox: Der Mord am Viadukt. Tally-Ho!, Berlin 2011.